# Ashby Puerorum
Ashby Puerorum är en by i civil parish Greetham with Somersby, i distriktet East Lindsey, i grevskapet Lincolnshire, i England. Byn är belägen 15 km från Louth. Ashby Puerorum var en civil parish fram till 1936 när blev den en del av Somersby. Civil parish hade 97 invånare år 1931. Byn nämndes i Domedagsboken (Domesday Book) år 1086, och kallades då Aschebi.